# ウズベキスタン関係記事の一覧

ウズベキスタン関係記事の一覧（ウズベキスタンかんけいきじのいちらん）
ウズベキスタンに関係する記事を一覧する。

## 一般
ウズベキスタンの国章 - ウズベキスタンの国旗 - ウズベキスタンの国歌 - ウズベキスタンの人名

## 地理
フェルガナ盆地 - ウズベキスタンの湖沼一覧 -  ウズベキスタンの山一覧 - キジルクム砂漠 - アラル海 - アイダール湖 - シルダリヤ川 - ファルハドダム - 自然改造計画 - チルチク川 - カシュカダリヤ川 - スルハンダリヤ川 - ザーミン国立公園 - ウガム・チャトカル国立公園

## 地方行政区画
アンディジャン州 - カシュカダリヤ州 - サマルカンド州 - スルハンダリヤ州 - ジザフ州 - タシュケント州 - ナヴォイ州 - ナマンガン州 - フェルガナ州 - ブハラ州 - ホラズム州 - カラカルパクスタン共和国

## 都市
アサカ - アルマリク - アンディジャン - アングレン - ヴァブケント - ウチュクドゥク - ウルグト - ウルゲンチ - カガン - カサンサイ -  カッタクルガン - カラクル - カラスウ - カルシ - ギジュドゥヴァン - グザル - グリスタン - クングラド - コーカンド - サマルカンド - ザラフシャン - ジザフ - シャフリサブス -  シリン - シルダリヤ - タシュケント - タリマルジャン -  チルチク - テルメズ - トイテパ - トゥルトクル - ナヴォイ - ナマンガン - ヌクス - ヌラタ - ヒヴァ - フェルガナ  - ベカバード - ベルニー -  ホジェリ - マルギラン - モイナク - ヤンギラーバード - ヤンギイェル - ヤンギユル - リシタン

## 歴史
サカ - マッサゲタイ -  ソグディアナ- グレコ・バクトリア王国 - パルティア - クシャーナ朝 - エフタル - 突厥 - 突騎施 - カルルク - カラ・ハン朝 - セルジューク朝 - ホラズム・シャー朝 - モンゴル帝国 - チンギス・カンの西征 - ジョチ・ウルス - チャガタイ・ハン国 - ウズベク・ハン - ティムール - ティムール朝 - シャイバーニー朝 - ブハラ・ハン国  - ヒヴァ・ハン国 - コーカンド・ハン国 - トルキスタン総督府 - グレート・ゲーム - バスマチ蜂起 - トルキスタン自治ソビエト社会主義共和国 - ウズベク・ソビエト社会主義共和国 - NIS諸国 - 独立国家共同体

## 民族
ウズベク人 - ロシア人 - サルト人 - タジク人 - カラカルパク人 - 高麗人 - クリミア・タタール人 - タランチ人

## 言語
ロシア語 - タジク語 - テュルク諸語 - ウズベク語 - ウイグル語 - アラビア語中央アジア方言

## 法律
ウズベキスタン共和国憲法 - ウズベキスタンの人権 - ウズベキスタンにおけるLGBTの権利 - ウズベキスタン最高裁判所

## 政治・外交
ウズベキスタンの国際関係 - 駐ウズベキスタン大使館の一覧 - ウズベキスタンの政党 - ウズベキスタンの大統領 - ウズベキスタンの首相 - 国民議会 - ウズベキスタンの選挙- ウズベキスタン国家保安庁 - ウズベキスタン対外情報庁

## 著名人（政治家含む）
- ウズベキスタン出身の人物については中央アジア出身者の一覧を参照。

イスラム・カリモフ - シャフカト・ミルジヨエフ - アブドゥルハシム・ムタロフ - ウトキル・スルタノフ

## 宗教
ウズベキスタンの仏教 - ウズベキスタンのキリスト教 - ウズベキスタンのヒンドゥー教 - ウズベキスタンのイスラム教 - ウズベキスタンのユダヤ教

## 文化
ウルグ・ベク・マドラサ - ウルグ・ベク天文台 - ビービー・ハーヌム・モスク - タシュケントタワー - ウズベキスタンの映画 -ウズベキスタン料理 - アイラン - ハーンバンディー - ウズベキスタンの世界遺産 - ウズベキスタンのメディア - ウズベキスタンの音楽 - テュルクビジョン・ソング・コンテスト - ウズベキスタンの祝日 - 独立広場 - レギスタン広場 - クラッシュ (格闘技) - ハンマーム - アセナ

## スポーツ
FCブニョドコル - FCパフタコール・タシュケント - ウズベキスタンのラグビー - ウズベキスタンのスカウト活動 - 野球ウズベキスタン代表 - ウズベキスタンサッカー連盟 - サッカーウズベキスタン代表 - フットサルウズベキスタン代表 - ウズベク・リーグ

## 企業（国営企業含む）
ウズベクフィルム

## 軍事
ウズベキスタンの軍事史 - カルシ・ハナバード空軍基地 - アフガニスタン＝ウズベキスタン友好橋

## 経済・インフラ
ウズベキスタンの農業 - ウズベキスタンの電気通信 - ウズベキスタンの空港の一覧 - ウズベキスタン航空 - ウズベキスタンの企業一覧 - ウズベキスタン共和国中央銀行 - サマルカンド銀行 - ウズベキスタン鉄道 - タシュケント地下鉄 - タシュケント市電 - タシュケント市営バス - ウズベキスタンの交通 - ウズベキスタンの観光 - アミール・ティムール博物館 - タシュケント動物園 - スム - ウズベキスタン切手

## その他関連用語
- 「中央アジア+日本」対話
- 中央アジア協力機構
- 中央アジア競技大会
- 中央アジア競技連盟
- 中央アジアサッカー協会
- 中央アジアの美術
- 中央アジア非核兵器地帯条約
- 中央アジア連合